# Dylan Gambrell
Dylan Gambrell (né le 26 août 1996 à Bonney Lake, dans l'État de Washington, aux États-Unis) est un joueur professionnel américain de hockey sur glace qui évolue au poste de centre.

## Biographie
Né le 26 août 1996 à Bonney Lake, Gambrell grandit à Kent où il commence à jouer au hockey. À 14 ans, pour continuer à progresser, il décide de quitter sa famille pour intégrer l'équipe des Thunderbirds du Colorado. Il rejoint ensuite la United States Hockey League et les Fighting Saints de Dubuque où il joue trois saisons. Il décide en 2015 de jouer pour les Pioneers de Denver dans la National Collegiate Hockey Conference. 
Les Sharks de San José le sélectionnent à la 60e position du repêchage d'entrée dans la LNH 2016 et il fait ses débuts professionnels la saison suivante.

## Statistiques
| Saison     | Équipe                     | Ligue      |     | Saison régulière | Saison régulière | Saison régulière | Saison régulière | Saison régulière |   | Séries éliminatoires | Séries éliminatoires | Séries éliminatoires | Séries éliminatoires | Séries éliminatoires |
| Saison     | Équipe                     | Ligue      | PJ  | B                | A                | Pts              | Pun              | PJ               | B | A                    | Pts                  | Pun                  |                      |                      |
| 2012-2013  | Fighting Saints de Dubuque | USHL       | 58  | 9                | 18               | 27               | 14               | 9                | 0 | 2                    | 2                    | 0                    |                      |                      |
| 2013-2014  | Fighting Saints de Dubuque | USHL       | 60  | 14               | 29               | 43               | 29               | 7                | 0 | 0                    | 0                    | 0                    |                      |                      |
| 2014-2015  | Fighting Saints de Dubuque | USHL       | 54  | 16               | 22               | 38               | 74               | 8                | 3 | 4                    | 7                    | 2                    |                      |                      |
| 2015-2016  | Pioneers de Denver         | NCHC       | 41  | 17               | 30               | 47               | 19               |                  |   |                      |                      |                      |                      |                      |
| 2016-2017  | Pioneers de Denver         | NCHC       | 38  | 13               | 29               | 42               | 21               |                  |   |                      |                      |                      |                      |                      |
| 2017-2018  | Pioneers de Denver         | NCHC       | 41  | 13               | 30               | 43               | 15               |                  |   |                      |                      |                      |                      |                      |
| 2017-2018  | Sharks de San José         | LNH        | 3   | 0                | 0                | 0                | 0                | -                | - | -                    | -                    | -                    |                      |                      |
| 2018-2019  | Barracuda de San José      | LAH        | 51  | 20               | 25               | 45               | 18               | 4                | 1 | 3                    | 4                    | 0                    |                      |                      |
| 2018-2019  | Sharks de San José         | LNH        | 8   | 0                | 0                | 0                | 2                | 2                | 1 | 0                    | 1                    | 2                    |                      |                      |
| 2019-2020  | Barracuda de San José      | LAH        | 15  | 3                | 9                | 12               | 15               | -                | - | -                    | -                    | -                    |                      |                      |
| 2019-2020  | Sharks de San José         | LNH        | 50  | 5                | 6                | 11               | 17               | -                | - | -                    | -                    | -                    |                      |                      |
| 2020-2021  | Sharks de San José         | LNH        | 49  | 5                | 7                | 12               | 13               | -                | - | -                    | -                    | -                    |                      |                      |
| 2021-2022  | Barracuda de San José      | LAH        | 3   | 0                | 1                | 1                | 4                | -                | - | -                    | -                    | -                    |                      |                      |
| 2021-2022  | Sénateurs d'Ottawa         | LNH        | 63  | 3                | 4                | 7                | 12               | -                | - | -                    | -                    | -                    |                      |                      |
| 2022-2023  | Sénateurs d'Ottawa         | LNH        | 60  | 4                | 6                | 10               | 35               | -                | - | -                    | -                    | -                    |                      |                      |
| Totaux LNH | Totaux LNH                 | Totaux LNH | 233 | 17               | 23               | 40               | 79               | 2                | 1 | 0                    | 1                    | 2                    |                      |                      |